# Adiantum aleuticum
Adiantum aleuticum (лат.) — папоротник, вид рода Адиантум (Adiantum) семейства Adiantaceae, произрастает в Северной Америке.

## Ботаническое описание
Вайи Adiantum aleuticum веерообразной формы 15–110 см в высоту, от светло-зелёного до зелёного цвета с тёмно-коричневыми или чёрными стеблями.
Различают два подвида: Adiantum aleuticum subsp. aleuticum и Adiantum aleuticum subsp. subpumilum (W.H.Wagner) Lellinger.

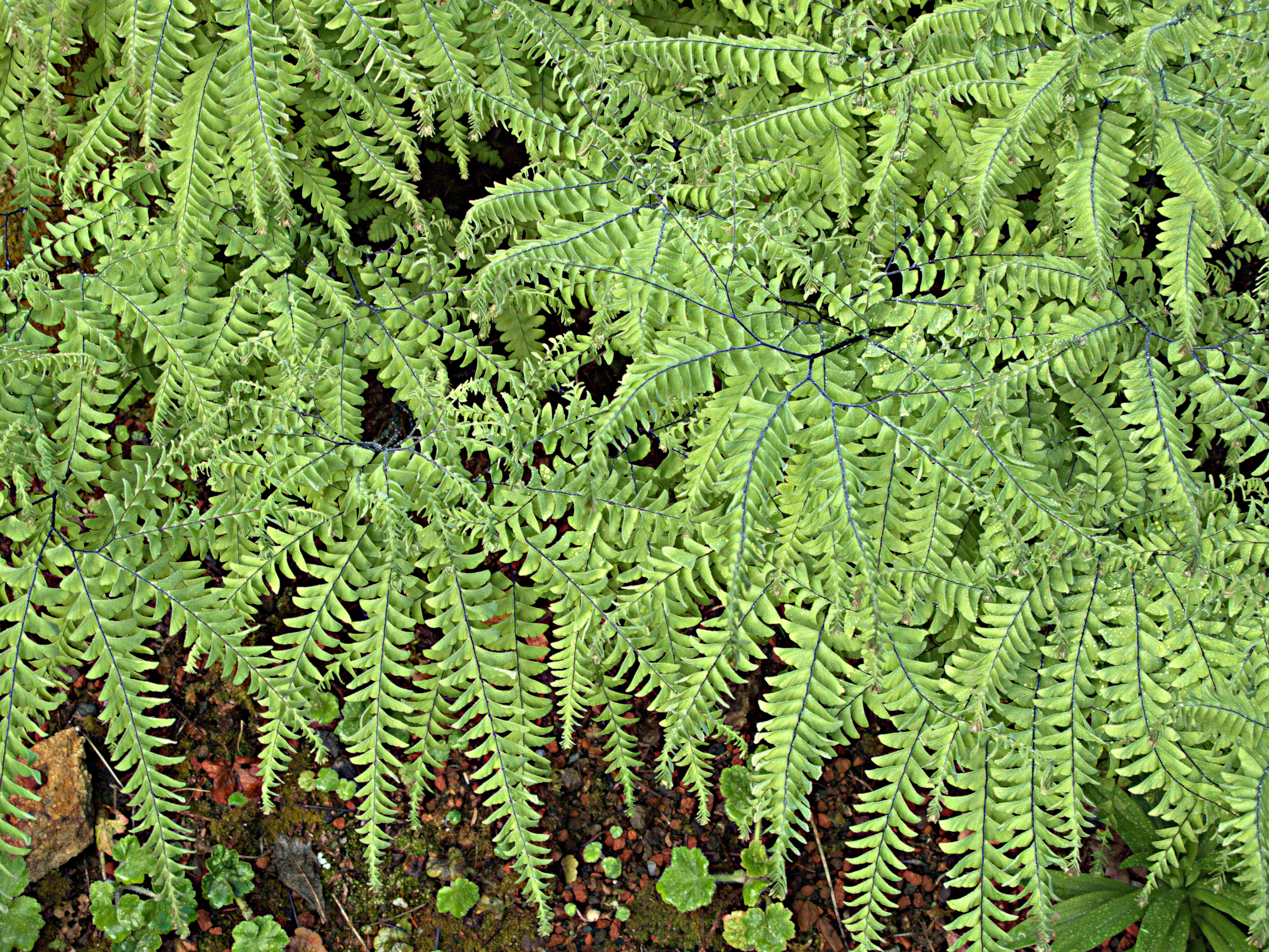
A. aleuticum
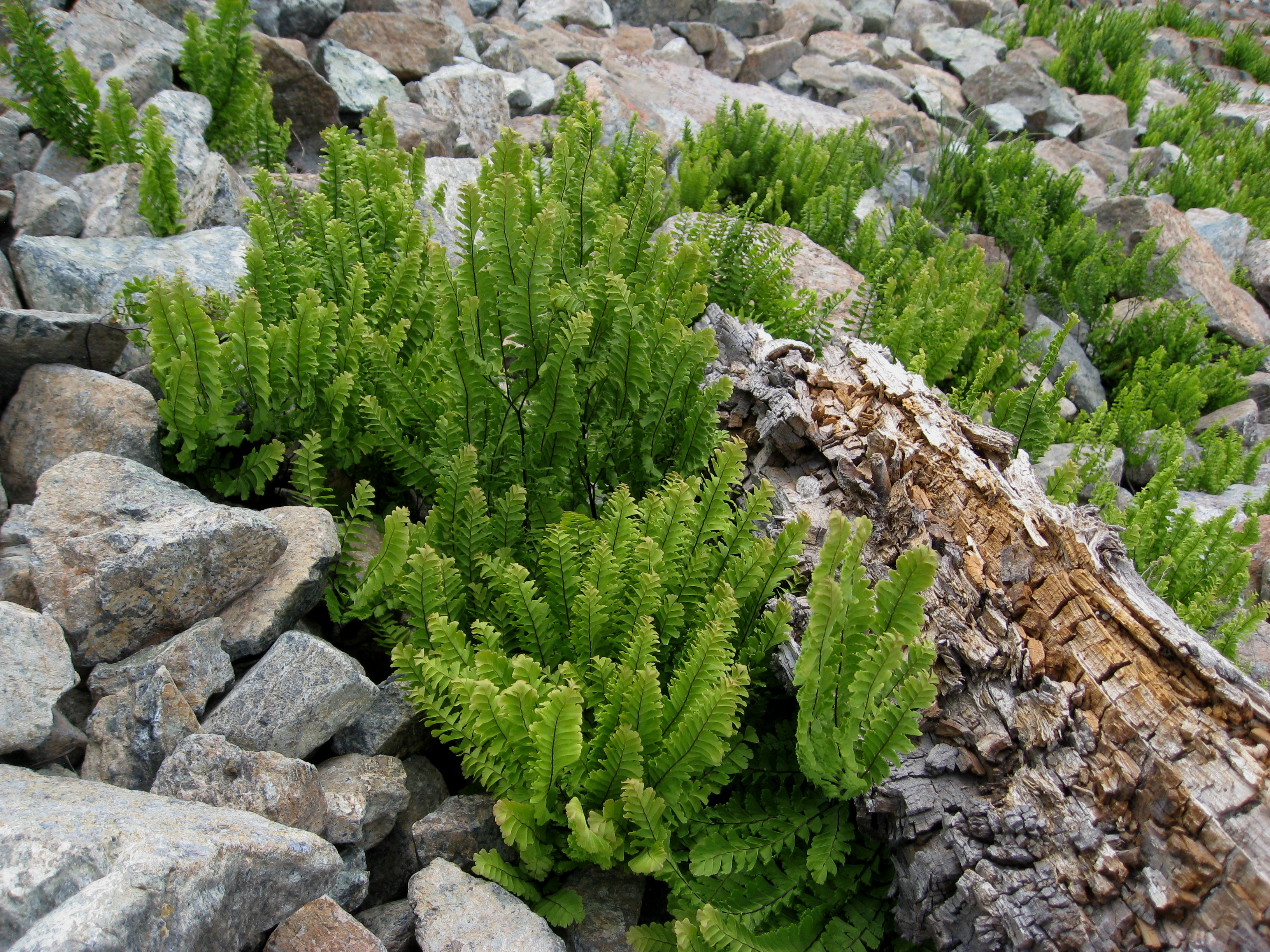
Папоротник на серпентинитовой породе

## Таксономия
Ранее классифицировался как A. pedatum var. aleuticum. В 1991 году был выделен в отдельный вид.

## Распространение и местообитание
Произрастает в основном в западной части Северной Америки от Алеутских островов на Аляске (США) и к югу до Чиуауа (Мексика), а также в северо-восточной части Северной Америки от Ньюфаундленда на юг до Вермонта.
Предпочитает плодородную, влажную почву в расщелинах скал около ручьёв, от уровня моря на севере ареала до высоты 3200 м над уровнем моря на юге ареала. Хорошо переносит серпентинитовые породы и в некоторых местах ограничен этой минеральной породой.

## Культивирование
Вид и его сорт Subpumilum получили награду Королевского садоводческого общества Award of Garden Merit. Растение выносливое, а также выращивается как комнатное растение.